# Lustrzanka dwuobiektywowa

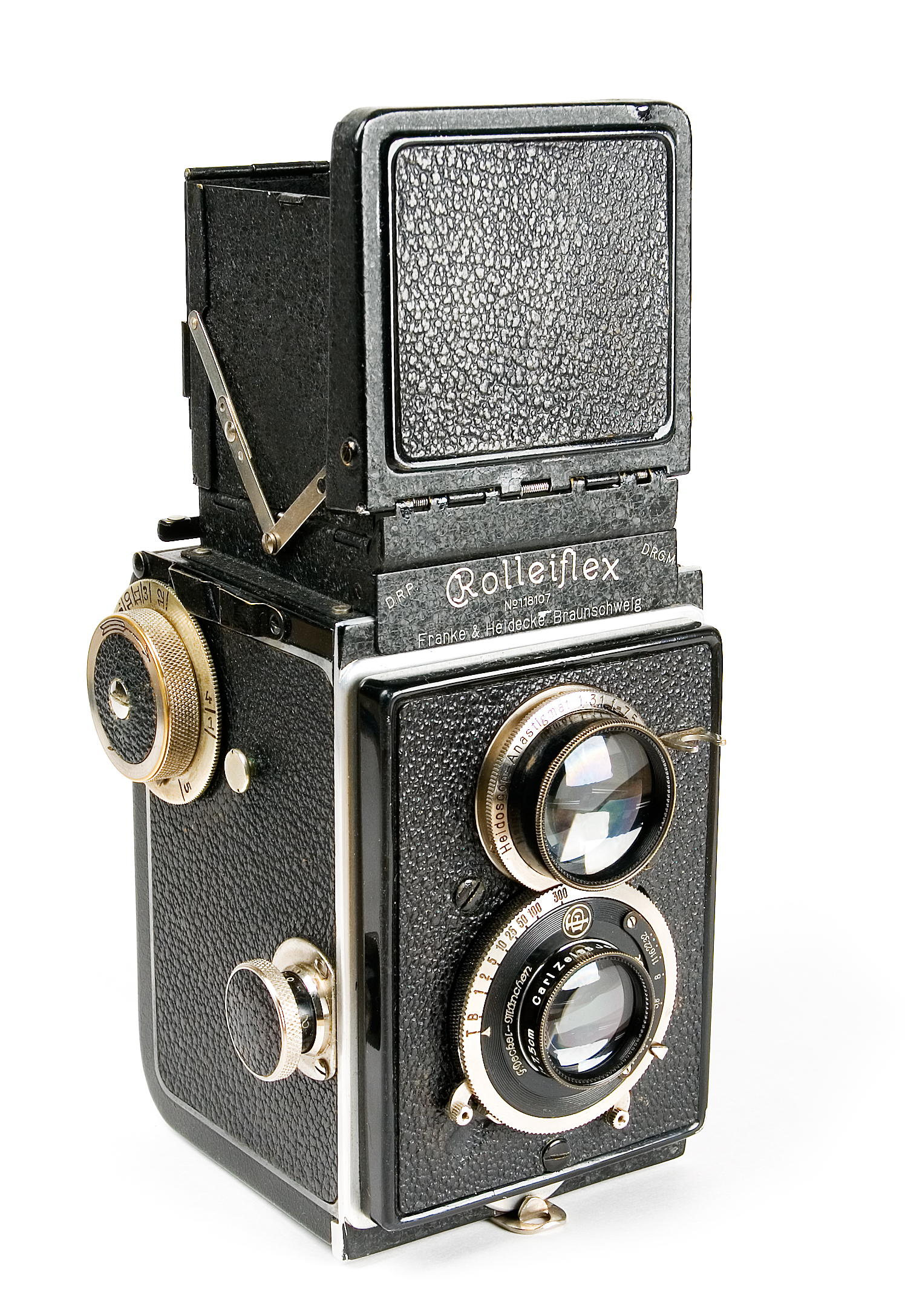
Lustrzanka dwuobiektywowa Carl Zeiss Jena Tessar

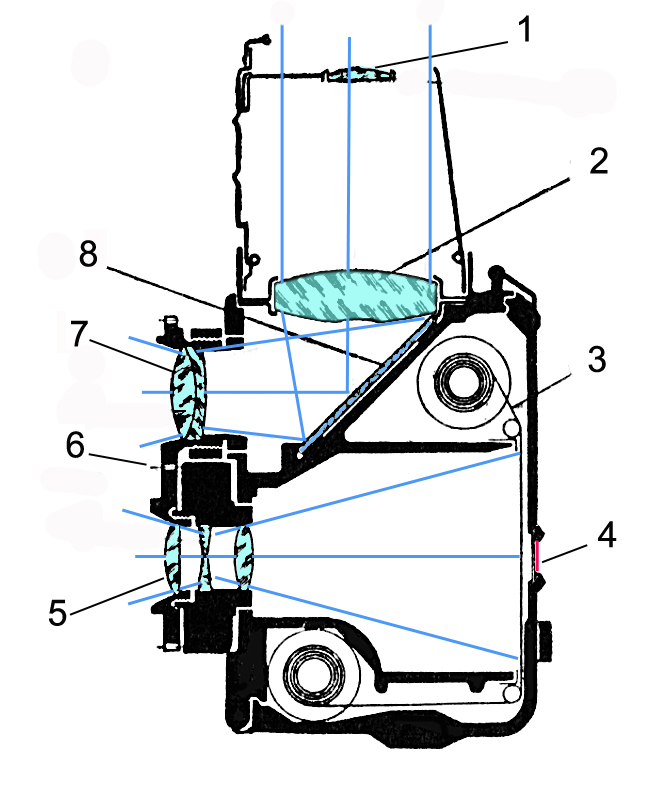
1. lupa
2. matówka lub soczewka wizjera
3. błona fotograficzna
4. okienko nr klatki
5. obiektyw do wykonywania zdjęć
6. kontakt zębatek ustawiania ostrości
7. obiektyw do kadrowania i ustawiania ostrości
8. lustro

Lustrzanka dwuobiektywowa, TLR (od ang. twin-lens reflex camera) – dwuobiektywowy, matówkowy aparat fotograficzny (lustrzanka) charakteryzujący się zwartą i sztywną konstrukcją.
Górny obiektyw z lustrem i matówką służy do kadrowania i ustawiania ostrości, a dolny do wykonywania zdjęć. Obiektywy najczęściej nie są identyczne, lecz mają tę samą ogniskową. Obiektyw celowniczy nie ma migawki i przysłony. Funkcjonalnie aparat dwuobiektywowy zbliżony jest do lustrzanki jednoobiektywowej, ale oddzielenie części zdjęciowej od części celowniczej daje prostszą i mniej zawodną konstrukcję (odpada problem synchronizacji migawki z ruchomym lustrem).
Zastosowanie dwóch obiektywów podnosi jednak cenę aparatu i utrudnia stosowanie obiektywów wymiennych. Budowane były one najczęściej jako średnioformatowe aparaty fotograficzne na format 6×6 cm i posiadały obiektywy o stałej ogniskowej. Ciekawym wyjątkiem był produkowany przed II wojną światową luksusowy aparat Contaflex na film małoobrazkowy formatu 24×36 mm. By ułatwić celowanie miał większą matówkę o rozmiarze 42×58 mm. Dla zapewnienia zgodności obrazu w celowniku i fotografowanego, górny obiektyw posiadał ogniskową 80 mm, a dolny 50 mm. Zastosowanie obiektywów o różnych ogniskowych dawało doskonały obraz na matówce, ale za wysoką cenę.
Pierwsze lustrzanki dwuobiektywowe nie zyskały popularności, a były to: Simplex z 1892 na płyty formatu 9×12 cm i Simplex Rollkamera z 1893 na błony zwojowe. Pierwszą, która zyskała popularność był Rolleiflex (formatu 6×6 cm) powstały w 1928. W Polsce, po II wojnie światowej pierwszą produkowaną lustrzanką dwuobiektywową był Start, który dał początek całej rodzinie aparatów dwuobiektywowych produkowanych do lat 80. XX wieku.
Od samego początku oba typy lustrzanek z sobą konkurowały, jednak dopiero udoskonalenie konstrukcji lustrzanki jednoobiektywowej i w miarę prosta (zwłaszcza dla profesjonalistów) możliwość wymiany obiektywów praktycznie spowodowała zanik produkcji lustrzanek dwuobiektywowych.
Do lustrzanek dwuobiektywowych nie zalicza się aparatów z celownikiem matówkowym.